# Łabina Mitewska
Łabina Mitewska (mac. Лабина Митевска; ur. 21 września 1975 w Skopju) – macedońska aktorka filmowa.

## Życiorys
Studiowała na wydziale sztuki i archeologii na uniwersytecie im. Cyryla i Metodego w Skopju, a następnie w Europejskiej Szkole Filmowej w Kopenhadze i na wydziale historii sztuki Uniwersytetu Arizony.
Już jako dziecko występowała na scenie. Karierę filmową rozpoczęła przez przypadek, zaproszona przez Miłczo Manczewskiego do roli Zamiry w filmie Przed deszczem (1994). Wkrótce potem wystąpiła na scenie, grając główną rolę w przedstawieniu Tuku Taka Pod Oblaka. Kolejna rola - w filmie Michaela Winterbottoma Aleja snajperów (1997) - spowodowała, że posypały się kolejne propozycje filmowe.
Oprócz pracy na scenie pisze felietony, które ukazują się w czasopismach Start i Dnevnik.
Jest siostrą reżyserki Teony Strugar Mitewskiej.

## Wybrana filmografia
- 1994: Przed deszczem jako Zamira
- 1997: Aleja snajperów jako Sonja
- 2000: Samotni jako Vesna
- 2000: Der braune Faden jako Kiana
- 2002: Weg! jako Iva
- 2004: Nema problema jako Sanja K.
- 2004: Jak zabiłem świętego jako Viola
- 2005: Kontakt jako Zana
- 2006: Razsledvane jako przyjaciółka rodziny
- 2006: Warchild jako Senada
- 2006: Tajna księga jako Lydia
- 2007: Jestem z Titov Veles jako Afrodita
- 2007: Prevrteno jako kobieta w bieli
- 2007: L... kot ljubezen jako Maja
- 2009: 9:06 jako Milena
- 2009: 7 avlu jako Selma
- 2010: Kroki w piasku jako Joana
- 2012: Łzy, których nie było jako Aysun
- 2019: Bóg istnieje, a jej imię to Petrunia jako dziennikarka Slavica
- 2022: Najszczęśliwszy człowiek na świecie jako Marta